# Șoarece de pământ
Șoarecele de pământ (Microtus agrestis) este o rozătoare arvicolină gri-brună, cu o lungime de în jur de 10 cm și o coadă scurtă. Este una dintre cele mai comune mamifere din Europa, cu un areal ce se extinde de la coasta Atlanticului până la Lacul Baikal. Acești șoareci se găsesc în habitate ierboase umede, precum regiuni împădurite, zone smârcoase sau pe maluri de râuri. Deși își fac și galerii cu adâncime mică, de obicei își construiesc cuiburi deasupra solului. Sunt o sursă importantă de hrană pentru bufnițe și alți prădători, iar dimensiunea populației lor tinde ciclic să atingă apogeul și să scadă. Șoarecii de pământ se înmulțesc prolific, în principal vara, dar adesea pe tot parcursul anului, chiar și sub zăpadă. Femelele dau naștere la până la șapte pui pe an, fiecare femelă având în medie patru până la șase pui care sunt înțărcați după aproximativ două săptămâni. Șoarecele de pământ este deopotrivă comun și răspândit la nivel larg, așa că Uniunea Internațională pentru Conservarea Naturii îl clasifică drept specie neamenințată cu dispariția.

## Taxonomie
Șoarecele de pământ (Microtus agrestis) a fost plasat în subgenul Agricola de către Zagorodnyuk în 1990, dar în subgenul Microtus în 1995 de Pavlinov și alții și de Gromov și Erbajeva, iar în 1996 de Meyer și alții. A fost anterior considerat a fi aceeași specie cu Microtus pennsylvanicus⁠(en)[traduceți]. Un studiu din anul 2002 sugerează că Microtus agrestis ar putea fi de fapt două specii.

## Descriere
Șoarecele de pământ este o rozătoare mică cu coadă scurtă, ce este de culoare gri-brună pe partea dorsală și cenușie palidă pe partea ventrală. Se distinge de șoarecele de câmp⁠(en)[traduceți] (Microtus arvalis), cu care este strâns înrudit, prin părul său mai închis, mai lung și mai zburlit și prin urechile sale cu păr mai des. Lungimea capului și a corpului este de 8–13 cm și a cozii de 3–4 cm. Greutatea este de 20–50 g. Vocea șoarecelui de pământ este un chițăit slab și scăzut, iar acesta emite, de asemenea, o varietate de sunete rapide.

## Răspândire și habitat
Șoarecele de pământ are o răspândire palearctică. Arealul său se extinde pe tot parcursul Europei de Vest și înspre est până în nord-vestul Chinei și la Lacul Baikal din Siberia, iar înspre nord până în Norvegia, Suedia și Finlanda. Este absent în Islanda și arealul se subțiază înspre sud, spre Marea Mediterană. Anterior absent, a fost detectat în Irelanda în 2022. Viețuiește într-o varietate largă de habitate, printre care se numără pajiști, margini de câmpuri, plantații, margini de regiuni împădurite, poieni, lande situate la altitudini ridicate, dune, zone smârcoase, turbării și maluri de râuri, și tinde să prefere zonele umede. Se găsește la altitudini de până la aproximativ 1.700 m.

## Comportament

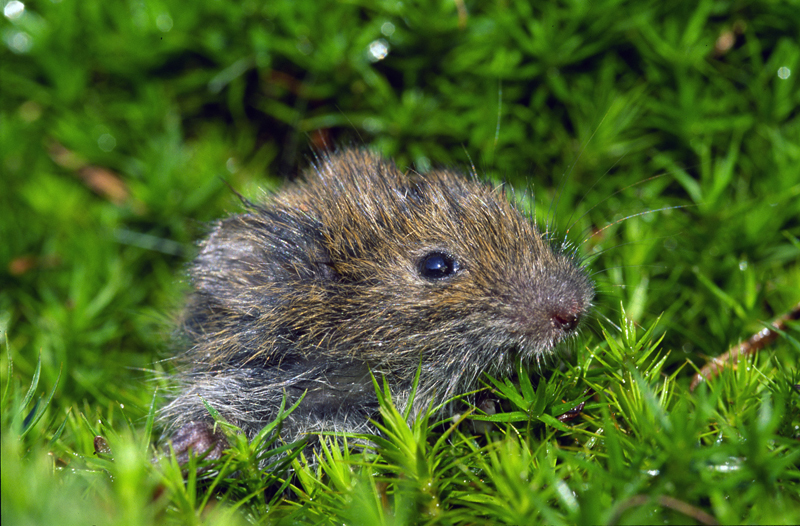
Șoarece de pământ tânăr

Șoarecele de pământ este și mai activ pe timpul zilei decât șoarecele de câmp. Sapă galerii de mică adâncime aproape de suprafața solului, sub litiere de frunze și iarna sub zăpadă. De asemenea, aleargă la suprafață prin vegetație înaltă pentru a crea trasee de-a lungul cărora se poate grăbi pentru a ajunge înapoi în siguranță dacă este amenințat. În afara acestora, există locuri dedicate pentru defecare și adesea lasă în apropiere grămezi mici de tulpini de iarbă tăiate.
Fiind un erbivor, șoarecele de pământ se hrănește cu graminee, ierburi, tuberculi de rădăcini, mușchi și alte tipuri de vegetație și roade scoarță în timpul iernii (nu hibernează). Ocazional mănâncă nevertebrate, precum larve de insecte. Printre plantele pe care le preferă se numără anumite specii de graminee din genul Agrostis⁠(en)[traduceți], Festuca rubra⁠(en)[traduceți], coada-șoricelului (Achillea millefolium), trifoiul (Trifolium spp.), păpădia (Taraxacum officinale) și anumite specii din genul Ranunculus. Acești șoareci aleg specii cu digestibilitate ridicată atunci când este posibil și evită unele plante comune printre care trăiesc, cum ar fi Deschampsia cespitosa⁠(en)[traduceți] și Chamerion angustifolium⁠(en)[traduceți]. Au rezerve de energie scăzute și aceștia sunt capabili să le susțină doar cinci până la paisprezece ore. Din cauza disponibilității scăzute a hranei în timpul iernii, habitatele mai uscate nu sunt capabile să susțină populații de peste două sute de șoareci de pământ pe hectar. Numărul de șoareci crește rapid odată cu sosirea primăverii și cu disponibilitatea mai bună a proviziilor de hrană.
Șoarecii de pământ reprezintă o parte importantă a dietei strigilor și sunt, de asemenea, vânați de vinderei, de alte bufnițe, de nevăstuici, hermine, vulpi și șerpi. Deși sunt foarte numeroși, au un impact redus asupra omului, cu excepția anilor în care chiar sunt foarte mulți, când pot provoca daune semnificative culturilor.

## Înmulțire
Șoarecii de pământ sunt ovulatori induși⁠(en)[traduceți]. Șoarecele de pământ se reproduce pe tot parcursul anului, dar sezonul de reproducere atinge apogeul primăvara și vara. Cuibul este făcut pe sau chiar sub suprafața pământului, adesea într-un pâlc de iarbă sau rogoz. Perioada de gestație este de aproximativ trei săptămâni, la sfârșitul căreia sunt născuți până la doisprezece de pui. Aceștia cresc rapid, sunt alăptați timp de douăsprezece zile și părăsesc cuibul la douăzeci și una de zile, atingând maturitatea sexuală curând după aceea. Asemenea șoarecelui de câmp, șoarecele de pământ este supus creșterii ridicate și bruște a numărului de indivizi ai populației atunci când condițiile sunt prielnice. Femelele rămân însărcinate din nou la scurt timp după parturiție. Rata de pregnanță este de aproape 100 % pe la sfârșitul primăverii, dar scade în timpul mijlocului verii numai pentru a crește din nou mai târziu. Mortalitatea în cuib este de aproximativ 20 %, dar poate crește la 50 % în mijlocul verii, când digestibilitatea proviziilor de hrană scade. Speranța de viață este de aproximativ doi ani, dar este mai mică pentru indivizii născuți în primăvară decât pentru cei născuți mai târziu în cursul anului.
Șoarecii de pământ mențin un teritoriu, dar femelele au doar un domeniu vital care se poate suprapune cu cel al unui vecin. După părăsirea cuibului, femelele șoareci de pământ tinere rămân în sau în apropierea domeniului vital al mamei lor, dar masculii tineri sunt forțați să se împrăștie din cauza agresivității masculilor adulți. Femelele uneori se deplasează spontan în intervalul de timp dintre înțărcarea unui rând de pui și producerea următorului, un fenomen specific acestei specii. Una dintre cauzele fluctuațiilor mari în numărul de indivizi ai populației este scramble competition⁠(en)[traduceți] care sunt accesibile tuturor, care are loc atunci când cele mai dorite plante alimentare sunt mai puțin disponibile la mijlocul verii. În acel moment, numărul de indivizi dintr-un rând de pui poate scădea, ritmul de creștere poate încetini, poate exista o mortalitate crescută a puilor aflați în cuib, adulții pot pierde în greutate și unii pot chiar muri. Concurență similară poate avea loc iarna, când disponibilitatea produselor verzi scade și apare foametea.

## Stare de conservare
Șoarecele de pământ este comun pe majoritatea cuprinsului arealului său larg, deși se rărește spre periferie și poate fi rar la nivel local acolo unde condițiile sunt mai puțin prielnice. Populația pare stabilă pe termen lung, deși există fluctuații marcate de la an la an. Prin urmare, Uniunea Internațională pentru Conservarea Naturii l-a clasificat pe Lista roșie a speciilor amenințate drept specie neamenințată cu dispariția.